# Rajd Tofas 2003
Rajd Tofaş 2003 (32. Tofaş Rally Turkey) – 32. edycja rajdu samochodowego Rajdu Tofaş rozgrywanego w Turcji. Rozgrywany był od 16 do 18 maja 2003 roku. Była to dwunasta runda Rajdowych Mistrzostw Europy w roku 2003 (rajd miał najwyższy współczynnik – 20) oraz druga runda Rajdowych Mistrzostw Turcji.

## Klasyfikacja rajdu
| Miejsce                      | Kierowca                     | Pilot                        | Samochód                     | Czas                         | Strata                       |                              |
| Klasyfikacja generalna i ERC | Klasyfikacja generalna i ERC | Klasyfikacja generalna i ERC | Klasyfikacja generalna i ERC | Klasyfikacja generalna i ERC | Klasyfikacja generalna i ERC | Klasyfikacja generalna i ERC |
| ---------------------------- | ---------------------------- | ---------------------------- | ---------------------------- | ---------------------------- | ---------------------------- | ---------------------------- |
| 1.                           | Bruno Thiry                  | Jean-Marc Fortin             | Peugeot 206 WRC              | 3:04:28.7                    | 0.0                          |                              |
| 2.                           | Serkan Yazici                | Can Okan                     | Ford Focus RS WRC '01        | 3:09:49.5                    | +5:20.8                      |                              |
| 3.                           | Paolo Andreucci              | Anna Andreussi               | Fiat Palio S1600             | 3:13:57.3                    | +9:28.6                      |                              |
| 4.                           | Ercan Kazaz                  | Macit Gür                    | Citroën Saxo S1600           | 3:14:57.7                    | +10:29.0                     |                              |
| 5.                           | Volkan Isik                  | Erkan Güleren                | Fiat Punto S1600             | 3:16:08.5                    | +11:39.8                     |                              |
| 6.                           | Ethem Genim                  | Atil Atilgan                 | Renault Mégane Maxi          | 3:19:53.8                    | +15:25.1                     |                              |
| 7.                           | Celal Gulerhan               | Aras Dinçer                  | Mitsubishi Lancer Evo VII    | 3:20:51.8                    | +16:23.1                     |                              |
| 8.                           | Murat Akdilek                | Ufuk Uluocak                 | Subaru Impreza STi           | 3:21:04.5                    | +16:35.8                     |                              |
| 9.                           | Burak Cukurova               | Baran Alpay                  | Ford Puma S1600              | 3:23:51.4                    | +19:22.7                     |                              |
| 10.                          | Taner Sengezener             | Kaan Özsenler                | Fiat Palio S1600             | 3:23:58.6                    | +19:29.9                     |                              |
| Mistrzostwa Turcji           |                              |                              |                              |                              |                              |                              |
| 1.                           | Serkan Yazici                | Can Okan                     | Ford Focus RS WRC '01        | 3:09:49.5                    | 0.00                         |                              |
| 2.                           | Ercan Kazaz                  | Macit Gür                    | Citroën Saxo S1600           | 3:14:57.7                    | +5:08.2                      |                              |
| 3.                           | Volkan Isik                  | Erkan Güleren                | Fiat Punto S1600             | 3:16:08.5                    | +6:19.0                      |                              |
| 4.                           | Ethem Genim                  | Atil Atilgan                 | Renault Mégane Maxi          | 3:19:53.8                    | +10:04.3                     |                              |
| 5.                           | Celal Gulerhan               | Aras Dinçer                  | Mitsubishi Lancer Evo VII    | 3:20:51.8                    | +11:02.3                     |                              |
| 6.                           | Murat Akdilek                | Ufuk Uluocak                 | Subaru Impreza STi           | 3:21:04.5                    | +11:15.0                     |                              |
| 7.                           | Burak Cukurova               | Baran Alpay                  | Ford Puma S1600              | 3:23:51.4                    | +14:01.9                     |                              |
| 8.                           | Taner Sengezener             | Kaan Özsenler                | Fiat Palio S1600             | 3:23:58.6                    | +14:09.1                     |                              |